# Lectio Divina

Lectio Divina este un mod tradițional de a ne ruga cu Sfânta Scriptură încât Cuvântul lui Dumnezeu să poată penetra în inimi și să facă să crească relația noastră intimă cu Domnul.
Este un mod simplu de a ne ruga, descoperit de primii călugări și practicat foarte mult de primii eremiți carmelitani.
Timp de mai multe secole citirea Bibliei în limba proprie era aproape descurajat iar acest lucru a dus la o diminuire a practicării rugăciunii Lectio Divina. Din fericire în ultimi ani, împreună cu toată Biserica, Ordinul Carmelitan ha redescoperit importanța rugăciunii Lectio Divina ca un mod privilegiat pentru a crește în relația cu Isus Cristos. Prin practicarea individuală și comunitară a Lectio Divina ne dispunem Cuvântului lui Dumnezeu în așa fel încât să putem privi lumea cu ochi lui Dumnezeu și să iubim ceea ce vedem cu inima lui Dumnezeu.
Fraza latină „Lectio Divina” înseamnă „Lectură Divină” și descrie un mod de a citi Sfânta Scriptură: îndepărtându-ne gradual de propriile noastre scheme ne deschidem spre ceea ce Dumnezeu vrea să ne spună. În secolul al XII-lea, un călugăr certozin, numit Guigo, descria etapele cele mai importante ale „lecturii divine”. Practica individuală sau comunitară a Lectio Divina poate să fie făcută sub mai multe forme dar descrierea făcută de Guigo rămâne fundamentală.
Guigo, scria că prima treaptă a acestei forme de rugăciune este lectio (lectura sau citirea). Este momentul în care citim Cuvântul lui Dumnezeu în mod lent și atent așa El intră în interiorul nostru. Pentru această formă poate fi aleasă orice text scurt din Sfânta Scriptură.
A doua treaptă este meditatio (meditarea). În timpul acestui moment se reflectează și se regăndește textul biblic pentru ca să luăm din el ceea ce Dumnezeu vrea să ne dea
A treia treaptă este oratio (rugăciunea), este momentul de a lăsa modul nostru de a găndi și să permitem inimii noastre să vorbească cu Dumnezeu. Rugăciunea noastră este inspirată de meditarea Cuvântului lui Dumnezeu.
Ultima treaptă a Lectio Divina este contemplatio (contemplarea), în care ne abandonăm în mod total cuvintelor și găndurilor sfinte. Este momentul în care ne odihnim pur și simplu în Cuvântul lui Dumnezeu și ascultăm, la nivelul cel mai profund al existenței noastre, vocea lui Dumnezeu care ne vorbește înlăutrul nostru. În timp ce ascultăm, suntem transformați gradual din interior. Evident, această transformare va avea un efect profund asupra comportamentului nostru și, după cum vom trăi, vom mărturisi autenticitatea rugăciunii noastre. Trebuie să aplicăm vieții noastre cotidiene ceea ce citim în Cuvântul lui Dumnezeu.
Aceaste etape ale Lectio Divina nu sunt reguli fixe de urmat, ci simple orientări asupra modului de a crește în rugăciune. Să se caute o mai multă simplitate și dispoziție în a asculta, și nu a vorbi.
Gradual, cuvintele Sfintei Scripturi încep să se elibereze și Cuvântul se revelează înaintea ochilor inimii noastre. Timpul dedicat fiecărei etape depinde și de cum Lectio Divina este experimentată, dacă este individuală sau în grup. Dacă metoda este folosită pentru rugăciunea în grup, Lectio Divina poate permite dialogul asupra implicației pe care Cuvântul lui Dumnezeu îl are în viața de fiecare zi, dar să nu se reducă doar la aceasta. Rugăciunea tinde spre liniște. Dacă grupul se simte chemat la liniște, atunci se poate dedica mai mult timp contemplației.
Timp de mai multe secole practica a Lectio Divina, ca un mod de rugăciune a Sfintei Scripturi, a fost izvor de creștere în relația cu Cristos. În zilele noastre sunt multe persoane individuale dar și grupuri care o redescoperă. Cuvântul lui Dumnezeu este viu și activ, și va transforma pe fiecare dintre noi dacă ne deschidem să primim ceea ce Dumnezeu vrea să ne ofere.